# Stomatosema gracilipes
Stomatosema gracilipes är en tvåvingeart som först beskrevs av Jean-Jacques Kieffer 1913.  Stomatosema gracilipes ingår i släktet Stomatosema och familjen gallmyggor.
Artens utbredningsområde är Kenya. Inga underarter finns listade i Catalogue of Life.